# Beyləqan (Rayon)
Beyləqan (auch Beylagan) ist ein Rayon in Aserbaidschan. Hauptstadt des Bezirks ist die Stadt Beyləqan. Der Bezirk grenzt im Süden an die iranische Provinz Ardabil.

## Geografie
Der Rayon hat eine Fläche von 1131 km². Der Fluss Aras im Südosten bildet die Grenze zu Iran, im Norden wird der Rayon durch den Fluss Kura begrenzt. Der Bezirk liegt in der Mil-Ebene, das Klima ist trocken und subtropisch. Im Rayon liegt ein Teil des Ag-Gel-Nationalparks.

## Bevölkerung
Der Rayon hat 100.000 Einwohner (Stand: 2021). 2009 betrug die Einwohnerzahl 86.300.

## Wirtschaft
Die Region ist landwirtschaftlich geprägt; es werden vor allem Baumwolle, Getreide und Wein angebaut.